# 解県 (塩湖区)
解県（かい-けん）は中華人民共和国山西省にかつて存在した県。
南北朝時代の560年（武成2年）北周により設置された綏化県を前身とする。当初の県治は現在の永済市北東部に設置された。561年（保定元年）に虞郷県と改称された。隋代になると県治が現在の運城市塩湖区南西部に移転、618年（武徳元年）には唐朝により解県と改称されている。
1954年に虞郷県と統合され解虞県に改編された。